# 文安郡
文安郡，中国南北朝、唐朝时设置的郡。
- 西魏大统三年（537年）设置文安郡。领文安、安民二县。辖区约为今陕西省延川县地，治所在文安县（今陕西延川县西南15公里文安驿）。隋文帝开皇三年（583年）撤销文安郡。
- 唐玄宗天宝元年（742年），改莫州置文安郡。治所在莫县（今河北省任丘市东北12公里陵城村南）。下辖莫县、文安县（今河北省文安县）、长丰县（今河北省任丘市长丰镇）、任丘县（今河北省任丘市）、唐兴县（今河北省安新县端村镇关城村）、清苑县（今河北省保定市）。唐肃宗乾元元年（758年）复改为莫州。

唐朝文安郡太守
- - 王惟忠（天宝年间）
  - 臧希庄（天宝年间）